# Старые Найманы
Старые Найманы (эрз. Ташто Найман, Эрзянь Найман) — село, центр сельской администрации в Большеберезниковском районе. Население — 765 чел. (2001), в основном эрзя.

## География
Расположены на реке Нирлейке, в 13 км от районного центра и 21 км от железнодорожной станции Чамзинка.

## История
Название-этноним: от тюркского «найман» — «народность».
Основано в XVII веке. В «Книге бортных ухожаев» указано, что в 1614 году за Старыми Найманами числилось 500 четей пахотной земли.
В 1780 году, при создании Симбирского наместничества, деревня Старой Найман, при речке Нерлеи, крещеной мордвы, вошла в состав Котяковского уезда.
В «Списке населённых мест Симбирской губернии» (1863): Найманы — село удельное из 253 дворов и живущие в нём 923 мужчины и 1040 женщин, Ардатовского уезда, действовала Никольская церковь.
В конце 19 — начале 20 в. был развит столярный промысел (изготовление деревянных лопат, рамочных ульев).
В 1929 создан колхоз «Од ки» («Новый путь»), с 1996 — СХПК «Старонайманский», с 1998 — 2 К(Ф)Х. В современном селе — средняя школа, библиотека, ДК, медпункт, магазин; памятник воинам, погибшим в годы Великой Отечественной войны.

## Население
| 2002 | 2010 |
| ---- | ---- |
| 674  | ↘541 |

## Известные уроженцы
- Абрамов, Кузьма Григорьевич (1914—2008) — эрзянский писатель.
- Коломасов, Василий Максимович (1909—1987) — эрзянский советский писатель.

## Источник
- Энциклопедия Мордовия, Е. Е. Учайкина.